# Ghani Yalouz
Abdelghani Yalouz (Casablanca, 21 febbraio 1964) è un ex lottatore, dirigente sportivo e allenatore di lotta francese, specializzato nella lotta greco-romana.

## Biografia
Ha rappresentato la Francia a tre edizioni consecutive dei Giochi olimpici estivi: a Barcellona 1992, in cui si è classificato quinto, e Atlanta 1996, in cui ha vinto la medaglia d'argento, ha gareggiato nei pesi leggeri, mentre a Sydney 2000, dove si è piazzato undicesimo, nei pesi welter.

## Palmarès
- Giochi olimpici

Atlanta 1996: argento nei pesi leggeri.
- Mondiali

Martigny 1989: argento nei -68 kg.
Stoccolma 1993: bronzo nei -68 kg.
Tampere 1994: argento nei -68 kg.
- Europei

Oulu 1989: bronzo nei -68 kg.
Poznań 1990: bronzo nei -68 kg.
Copenaghen 1992: oro nei -68 kg.
Atene 1994: argento nei -68 kg.
Besançon 1995: oro nei -68 kg.
Budapest 1996: bronzo nei -68 kg.
- Giochi del Mediterraneo

Atene 1991: oro nei -68 kg.
Linguadoca-Rossiglione 1993: oro nei -68 kg.